# Nitrosylazid
Nitrosylazid (Tetrastickstoffmonoxid) ist ein instabiles Stickoxid, das sowohl als anorganisches kovalentes Azid als auch als Nitrosylverbindung gesehen werden kann. Der Stickstoffgehalt im Molekül beträgt 77,79 %.

## Darstellung und Gewinnung
Die erste Herstellung wurde im Jahr 1958 beschrieben. Die Herstellung erfolgt durch die Umsetzung von Natriumazid mit Nitrosylchlorid bei Temperaturen unterhalb von −50 °C. Das Produkt wird mittels Vakuumdestillation aus dem Reaktionsgemisch erhalten.
Anstatt Nitrosylchlorid können als NO-Quelle auch Nitrosylhydrogensulfat und Salpetrige Säure verwendet werden.

## Eigenschaften
Nitrosylazid kann unterhalb von −50 °C als schwach gelber Feststoff erhalten werden. Der Schmelzpunkt wird im Bereich von −60 °C bis −55 °C angegeben. Die Dampfdruckfunktion ergibt sich nach August entsprechend lg(P) = −A/T+B (P in Torr, T in K) mit A = 1215,6 und B = 7,306. Durch eine Extrapolation kann ein Normaldrucksiedepunkt von 1,5 °C abgeschätzt werden. Dieser kann praktisch nicht erreicht werden, da die Verbindung oberhalb von −50 °C in Distickstoffmonoxid und Stickstoff zerfällt. Eine quantenchemische Ab-initio-Berechnung ergab für den Zerfall eine stark exotherme molare Reaktionsenthalpie von −381 kJ·mol−1.
Eine Charakterisierung erfolgte mittels Infrarot- und Raman-Spektroskopie, wobei die gemessenen Banden gut mit berechneten Werten für eine trans-Kettenstruktur übereinstimmen. Quantenchemische Berechnungen ergaben eine mit 4,2 kJ·mol−1 energiereichere cis-Kettenform, sowie eine um 54,4 kJ·mol−1 stabilere aromatische 6π-Ringform. Für die Zyklisierungsreaktion müsste wegen der Abwinkelung der Azidfunktion eine sehr hohe Aktivierungsenergie von 205 kJ·mol−1 aufgebracht werden. Das kann als Grund gesehen werden, dass das Nitrosylazid so stabil ist und bei tiefen Temperaturen isoliert werden kann. Die cyclische Form zerfällt schnell in Distickstoffmonoxid und Stickstoff.